# Seznam dílů seriálu Dobrá čtvrť
Toto je seznam dílů seriálu Dobrá čtvrť. Český televizní seriál Dobrá čtvrť vysílala Česká televize na programu ČT1 od roku 2005 do roku 2008.

## Přehled řad
| Řada | Díly | Premiéra v ČR   | Premiéra v ČR   |
| Řada | Díly | První díl       | Poslední díl    |
| ---- | ---- | --------------- | --------------- |
| 1    | 11   | 19. září 2005   | 24. října 2005  |
| 2    | 11   | 31. března 2008 | 16. června 2008 |

## Seznam dílů

### První řada (2005)
| Č. v seriálu | Č. v řadě | Původní název            | Režie         | Scénář         | Premiéra v ČR  | Prod. kód |
| ------------ | --------- | ------------------------ | ------------- | -------------- | -------------- | --------- |
| 1            | 1         | Zpátky domů              | Karel Smyczek | Lucie Konášová | 19. září 2005  | 1-01      |
| 2            | 2         | Na vlastních nohách      | Karel Smyczek | Lucie Konášová | 21. září 2005  | 1-02      |
| 3            | 3         | Pandořina skříňka        | Karel Smyczek | Lucie Konášová | 26. září 2005  | 1-03      |
| 4            | 4         | Narozeniny k nezaplacení | Karel Smyczek | Lucie Konášová | 28. září 2005  | 1-04      |
| 5            | 5         | Anděl na zemi            | Karel Smyczek | Lucie Konášová | 3. října 2005  | 1-04      |
| 6            | 6         | Čas adventní             | Karel Smyczek | Lucie Konášová | 5. října 2005  | 1-05      |
| 7            | 7         | Nejsmutnější Vánoce      | Karel Smyczek | Lucie Konášová | 10. října 2005 | 1-07      |
| 8            | 8         | Poprvé a naposled        | Karel Smyczek | Lucie Konášová | 12. října 2005 | 1-08      |
| 9            | 9         | Do druhého kola          | Karel Smyczek | Lucie Konášová | 17. října 2005 | 1-09      |
| 10           | 10        | Blýskání na horší časy   | Karel Smyczek | Lucie Konášová | 19. října 2005 | 1-10      |
| 11           | 11        | Poslední zvonění         | Karel Smyczek | Lucie Konášová | 24. října 2005 | 1-11      |

### Druhá řada (2008)
| Č. v seriálu | Č. v řadě | Původní název            | Režie         | Scénář         | Premiéra v ČR   | Prod. kód |
| ------------ | --------- | ------------------------ | ------------- | -------------- | --------------- | --------- |
| 12           | 1         | Silvestrovské nalhávání  | Karel Smyzcek | Lucie Konášová | 31. března 2008 | 2-01      |
| 13           | 2         | Prázdné srdce            | Karel Smyzcek | Lucie Konášová | 7. dubna 2008   | 2-02      |
| 14           | 3         | Všechno, co se nepovedlo | Karel Smyzcek | Lucie Konášová | 14. dubna 2008  | 2-03      |
| 15           | 4         | Svítání nad Paficikem    | Karel Smyzcek | Lucie Konášová | 21. dubna 2008  | 2-04      |
| 16           | 5         | Šanghajský drak          | Karel Smyzcek | Lucie Konášová | 28. dubna 2008  | 2-05      |
| 17           | 6         | Poslední večer           | Karel Smyzcek | Lucie Konášová | 5. května 2008  | 2-06      |
| 18           | 7         | Velikonoce               | Karel Smyzcek | Lucie Konášová | 19. května 2008 | 2-07      |
| 19           | 8         | Nekonečné regály         | Karel Smyzcek | Lucie Konášová | 26. května 2008 | 2-08      |
| 20           | 9         | Krok do prázdna          | Karel Smyzcek | Lucie Konášová | 2. června 2008  | 2-09      |
| 21           | 10        | Poslední kapka           | Karel Smyzcek | Lucie Konášová | 9. června 2008  | 2-10      |
| 22           | 11        | Hrst levandule           | Karel Smyzcek | Lucie Konášová | 16. června 2008 | 2-11      |

### Speciály
| Č. | Původní název                  | Režie          | Premiéra v ČR  | Prod. kód |
| -- | ------------------------------ | -------------- | -------------- | --------- |
| 1  | Film o seriálu Dobrá čtvrť I.  | Václav Křítsek | 17. září 2005  | speciál   |
| 2  | Film o seriálu Dobrá čtvrť II. | Karel Smyzcek  | 8. března 2008 | speciál   |